# JLA Holding
 (février 2010).
Pour les articles homonymes, voir JLA.
JLA Holding est un groupe audiovisuel français. L'entreprise provient de la scission d'AB Productions en juillet 1999.

## Historique
Le Groupe JLA a été créé en juillet 1999, par la reprise des activités de production audiovisuelle des sociétés Hamster Productions (production de fictions « lourdes » destinées au début de soirée des diffuseurs hertziens) et AB Productions (fictions légères destinées aux matinées et aux après-midi, et moyens techniques de production et postproduction).

## Activités du groupe
Le Groupe JLA exploite depuis mars 2008, à travers la société Ensemble TV, la chaîne de télévision francilienne IDF1[réf. nécessaire]. 
Le groupe est propriétaire de ses moyens de postproduction (30 régies de montage, étalonnage et mixage entièrement mises à jour), d’un studio de tournage de 3 000 m2 à Bezons et, de 3 300 m2 à Saint-Denis où se regroupent toutes activités de production, de diffusion et postproductions image et son[réf. nécessaire].
Depuis mars 2010, il a également une activité dans la musique[réf. nécessaire]. Il produit des albums musicaux pour les artistes historiques de la maison (Dorothée, Hélène Rollès) sous son label, JLA Disc.
À la suite de sa prise de contrôle par le groupe belge Rossel, la chaîne s'arrête le vendredi 26 mai 2023 à 16h35,. La nouvelle chaîne 20 Minutes TV Île-de-France, conventionnée en mars 2023, prend alors sa place le mardi 30 mai à 18 h, sur la chaîne no 32 de la TNT francilienne.

## Logo

Ancien logo (1999-2020)
Logo depuis septembre 2020

## Télévision

### Chaîne de télévision
- 20 Minutes TV Île-de-France

### Principales productions
- Olivia sur TF1 par JLa Productions
- Astrid et Raphaëlle par JLA Productions pour France 2
- Le prix de la vérité sur France 3 par Épisode Productions en 2017
- La forêt sur France 3 par Carma Films en 2017
- Juste un regard sur TF1 par VAB en 2017
- Imposture sur France 2 par Carma Films en co-production avec Rendez-Vous Production en 2017
- Munch sur TF1 par Exilène Films et JLA Productions en 2016
- Contact sur TF1 par Carma Films en 2015 et 2017
- Une chance de trop sur TF1 par VAB en 2014
- La Vengeance aux yeux clairs sur TF1 par JLa Productions en 2016 et 2017
- Meurtres à La Rochelle sur France 3 par Épisode Productions en 2015
- Instinct sur TF1 par JLA Productions en 2015
- L'esprit de famille sur France 2 par Exilène Film en 2014
- La Disparue du Pyla sur France 3 par VAB en 2013
- À votre service sur TF1 par JLA Productions en 2012
- Jeu de dames sur France 3 par JLA Productions en 2012
- La Mort dans l'île sur TF1 par JLA Productions en 2008
- Navarro sur TF1 par la filiale d'Hamster production depuis 1999
- Brigade Navarro sur TF1
- Les vacances de l'amour sur TF1
- L'Instit sur France 2 par la filiale d'Hamster production depuis 1999
- Le tuteur sur France 2
- Le groupe sur France 2
- Les Hommes de cœur sur France 2
- SOS 18 sur France 3
- Les Liaisons Dangereuses sur TF1
- Les Rois Maudits sur France 2
- Baie des flamboyants sur France Ô
- Les Flamboyants sur France Ô
- Commissaire Magellan sur France 3
- Les Mystères de l'amour sur TMC
- Camping Paradis sur TF1
- Victoire Bonnot sur M6
- Dreams : Un rêve, deux vies sur NRJ 12
- Les Nouvelles, Nouvelles filles d'à côté sur C8
- Influences sur NRJ12 (Co-production avec La Grosse Équipe)
- Imago sur TF1 (Co-production avec REAZ Productions)

## Musique

### Albums produits
- Pour Les Musclés : The Retour (2007)
- Pour Dorothée : Dorothée 2010
- Pour Hélène Rollès : Hélène 2012, Hélène 2016, Hélène A l'Olympia 2016, Hélène 2021, Hélène 2024
- Pour Elsa Esnoult : Pour toi (2014), Tout en haut (2016), 3 (2018), 4 (2019), Elsa Esnoult chante Noël (2020), 5 (2021), 6 (2022), 7 (2024)
- Pour Anthony Colette : Elles (2021), Irréelle (2024)